# Okres Komárom
Okres Komárom (maďarsky Komáromi járás) je jedním z šesti okresů maďarské župy Komárom-Esztergom. Jeho centrem je město Komárom.

## Sídla
V okrese se nachází celkem 9 měst a obcí.
Města
- Ács
- Bábolna
- Komárom

Městyse
- Nagyigmánd

Obce
- Almásfüzitő
- Bana
- Csém
- Kisigmánd
- Mocsa